# Jonas Zollitsch
Jonas Zollitsch (* 8. Februar 1998 in Hagen) ist ein deutscher Handballschiedsrichter und -trainer. Zuvor war er zudem als Handball- sowie Beachhandballspieler aktiv.

## Karriere

### Spieler und Trainer
Der Torwart spielte in der Jugend für den Letmather TV, die HSG Schwerte-Westhofen, den HTV Sundwig-Westig und ab 2013 für GWD Minden. Mit Mindens A-Jugend erreichte er 2016 das Halbfinale und 2017 das Viertelfinale um die deutsche Meisterschaft. Im Seniorenbereich spielte er hauptsächlich für Mindens zweite Mannschaft in der 3. Liga und feierte am 2. November 2017 im Heimspiel gegen den VfL Gummersbach sein Bundesliga-Debüt mit der Profi-Mannschaft. Im Sommer 2019 beendete er seine Spieler-Karriere im Alter von 21 Jahren, um sich auf seine Karriere als Schiedsrichter zu konzentrieren.
Zollitsch war auch im Beachhandball als Torwart aktiv und nahm an einem Lehrgang der deutschen Nationalmannschaft zur Vorbereitung auf die Europameisterschaft 2019 teil.
Seit der Saison 2018/19 ist er zudem Torwarttrainer beim Frauen-Oberligisten HSV Minden-Nord.

### Schiedsrichter
Mit seinem Gespannpartner Marvin Völkening gehörte Zollitsch zum Perspektivkader des Deutschen Handballbundes (DHB). 2019 stiegen beide in die 3. Liga auf. Seit Sommer 2021 stehen sie im Bundesliga-Nachwuchskader und pfeifen in der 2. Bundesliga.